# Jurewicze (obwód homelski)
Jurewicze (błr. Юравічы, Jurawiczy; ros. Юровичи, Jurowiczi) – wieś na Białorusi, w obwodzie homelskim, w rejonie kalinkowickim, nad rzeką Prypeć, siedziba sielsowietu Jurewicze. 
Prywatne miasto duchowne położone było w końcu XVIII wieku w powiecie mozyrskim województwa mińskiego. Miasteczko leżało na historycznej Mozyrszczyźnie i było jednym z religijnych centrów Wschodniego Polesia.

## Historia

### Starożytność
Znalezione przez archeologów osada wczesnego wieku żelaznego (na terytorium ogrodu) i cmentarz na kurhanie – z 14 nasypów zachowały się 6 (na południe od osady), osiedla późnego paleolitu (w centrum wioski), epoki mezolitu (1 – 1,5 km na południowy zachód od centrum wsi) i epoki neolitu (1 km na zachód od wsi) świadczą o zaludnieniu tej miejscowości w głębokiej starożytności. 
Według legendy tutaj (ok. w 1170 roku) istniało miasto Miżmoście, ale wojny i rabacje tatarów zrujnowały go na koniec. Zgodnie z innymi wiadomościami, tutaj istniał zamek Widolicze, który w 1240 roku został spalony przez tatarów.

### Wielkie Księstwo Litewskie
Pierwsze wspomnienie na piśmie o Jurewiczach datuje się między 1430–1432 rokiem. W 1510 roku wielki książę Zygmunt Stary przekazał „na zawsze” wioskę Bohdanu Sierbinu. W 1552 roku Jurewicze były wspominane w inwentarzu Zamku Mozyrskiego jako posesja właściciela ziemskiego Kościuszkowicza, później zostały przekazane we własność S. Askierko. Zgodnie z administracyjno-terytorialną reformą 1565–1566 osiedle weszło w skład powiatu Mozyrskiego.
W drugiej połowie XVII w. w Jurewiczach pojawili się przedstawiciele katolickiego orderu jezuitów, z działalnością których wiąże się pojawienie cudownego obrazu Matki Boskiej i wprowadzenie tutaj kompleksu sakralnego. 8 września 1673 roku odbyła się konsekracja kaplicy, do której uroczyście wniesiono obraz. W 1683 roku król i wielki książę Jan Sobieski wydał przywilej, według którego osiedle otrzymało status miasteczka.
Według jednych świadectw, murowany kościół w Jurewiczach zaczęto budować w 1701 roku i skończono w 1715 roku, zgodnie z innymi – założono go w 1717 roku i budowano prawie 40 lat. 27 kwietnia 1727 roku król i wielki książę August II Mocny nadał miasteczku przywilej na cotygodniowe targi w poniedziałki, a także 4 kiermasze co roku: pierwszy na świętego Jerzego ruskiego wiosną, a drugi – na świętego Jerzego jesienią, trzeci – na narodzenie Panny Marii święto rzymskie, a czwarty – na Pokrowy ruskie. W 1742 roku w Poznaniu wydano książkę „Źródło łask duchowych Panny Marii z pagórków Jurewickich”. W 1756 roku w Jurewiczach została otwarta szkoła, przebudowana w 1778 roku w kolegium. 5 września 1758 roku obraz Matki Boskiej został przeniesiony z drewnianego kościoła w murowany. W 1778 roku król i wielki książę Stanisław August Poniatowski odnowa powiększył status na tamte czasu wsi do miasteczka.

### Pod władzą Imperium Rosyjskiego
W wyniku drugiego rozbioru Rzeczypospolitej Obojga Narodów (1793 r.) Jurewicze okazały się w składzie Imperium Rosyjskiego, w powiecie rzeczyckim guberni mińskiej. Po likwidacji orderu jezuitów w 1820 roku klasztor przeszedł do bernardynów z Mozyrzu. W 1836 roku w miasteczku została zbudowana drewniana cerkiew Świętej Bogurodzicy.
Po uduszeniu powstania wyzwoleńczego władze rosyjskie zamknęły Jurewicki klasztor, jednak w 1841 roku budynki zostały zwrócone katolikom. W 1834 roku istniały miasteczko (51 dwór), i wieś (66 dworów), w 1848 roku – 115 dworów, w 1866 roku – 134. W 1865 roku w celu rusyfikacji kraju władze rosyjskie zbudowały uczelnię narodową (w 1885 roku – 45 uczniów), w 1875 roku – kobiecą (w 1885 roku – 28 uczennic). Po uduszeniu narodowego wyzwoleńczego powstania w 1866 roku władze gwałtownie przebudowali kościół pod cerkiew Moskiewskiego patriarchatu. W latach 1873–1876 w granicach polityki rusyfikacji na świątynię nadbudowano 12 kopuł-cebulek. W 1890 roku w Jurewiczach otworzono przechodnię. Według wyników spisu 1897 roku, istniały jednoimienne miasteczko (201 dwór, cerkiew, kaplica, 2 szkoły modlitewne, 40 sklepów, 4 warsztaty obróbki skóry, 2 karczmy), wieś (108 dworów; kaplica, 2 uczelnie narodowe, zakład pocztowo-telegrafowy, apteka, magazyn z chlebem, 2 wiatraki, młyn konny, karczma) i folwark. Na początku XX wieku działała szkoła i apteka, w 1901 roku z miejskiego mola wyruszyło 501 tys. pudów towarów (las, produkcja żywnościowa i gospodarcza) i na nim wyładowano 4 tys. pudów.

### Dzisiejsze czasy
25 marca 1918 roku zgodnie z Trzecim Ustawowym Listem, według którego Białoruska Republika Ludowa obwieściła swoją niepodległość, Jurewicze obwieszczały się częścią Białoruskiej Republiki Ludowej. 1 stycznia 1919 roku zgodnie z rozporządzeniem I zjazdu Partii Komunistycznej bolszewików Białorusi miasteczko weszło w skład Białoruskiej SRR, do powiatu Mozyrskiego Homelskiego rejonu, jednak 16 stycznia Moskwa odebrała miasteczko wraz z innymi etnicznymi terenami białoruskimi do RFSRR. W dniu 6 grudnia 1926 roku Jurewicze zostały przywrócone do BSRR, gdzie stały się one centrum rejonu (od 8 lipca 1931 roku w Rzeczyckim rejonie). W roku 1930. istniały wsie Jurewicze-1, Jurewicze-2 (ogółem 2300 dworów) i miasteczko (114 dworów). W 1936 roku utworzono chór ludowy, który niebawem otrzymał szeroką popularność. 27 września 1938 roku status miasteczka obniżono do wioski.
Podczas okupacji hitlerowskiej, w październiku 1941 roku Niemcy utworzyli getto dla żydowskich mieszkańców. Przebywało w nim około 2000 osób. 27 listopada 1941 roku Niemcy zlikwidowali getto, a Żydów zamordowali. 
Według wyników spisu 1959 roku, w Jurewiczach istniały cegielnia, zakład szewski i pracownia obuwia, leśnictwo, technikum, szkoła średnia, szkoła-internat, przedszkole, muzeum krajoznawcze, klub, biblioteka, przychodnia, apteka, ośrodek weterynaryjny, poczta, 5 sklepów. W 1958 roku na rozkaz miejskiego starosty kołchozu kościół rozpoczęto rozbierać na cegły. Obecnie prowadzi się odnowienie świątyni jako własności Egzarchatu Białoruskiego Patriarchatu Moskiewskiego. W roku 2004 w wiosce istniały 333 gospodarstwa.

## Klasztor Jezuitów
W miejscowości znajdują się barokowe zabudowania kościoła Nawiedzenia Najświętszej Maryi Panny i klasztoru Jezuitów działającego w latach 1673–1832. Kompleks został zbudowany w stylu baroku i stanowi pomnik architektury XVIII wieku. Do 1864 roku w kościele znajdował się cudowny obraz Matki Boskiej, który cieszył się wielkim szacunkiem wśród lokalnych mieszkańców.

## Populacja

### Demografia
- XVI wiek: 1552 rok – 23 os.
- XIX wiek: 1845 rok – 528 os.; 1882 rok – 900 os.; 1897 rok – 1320 os. w miasteczku Jurewicze i 500 os. w wiosce Jurewicze
- XX wiek: 1930 rok – 1537 os. w wioskach Jurewicze-1 i Jurewicze-2 i 463 os. w miasteczku Jurewicze; 1939 rok – 2546 os.; 1959 rok – 1861 os.
- XXI wiek: 2003 rok – 751 os.; 2004 rok – 743 os.

### Infrastruktura
W Jurewiczach działają szkoła średnia i przedszkole, przychodnia, zakłady ambulatoryjne, apteka, biblioteka, dom kultury, poczta.

## Zabudowa
Plan Jurewicz składa się z długiej, w kształcie łuku ulicy, bliskiej do orientacji merydionalnej, która w środku krzyżuje się z prawie prostą szeroką ulicą. Dwuboczna zabudowa, przeważnie drewniana, typu siedzib.

## Transport
Istnieje połączenie transportowe polową drogą z szosą P35 (Homel – Łuniniec), która biegnie 2 km na wschód od wioski.